# Peter Hettlich
Peter Hettlich (* 29. Januar 1959 in Köln) ist ein deutscher Politiker (Bündnis 90/Die Grünen). Er war von 2002 bis 2009 Mitglied des Deutschen Bundestages.

## Leben und Beruf
Nach dem Abitur 1977 in Köln war Hettlich zwei Jahre Soldat auf Zeit und absolvierte anschließend ein Freiwilliges Soziales Jahr in Bombay. Danach machte er ab 1981 eine landwirtschaftliche Lehre und begann 1983 ein Studium der Agrarwissenschaft an der Universität Bonn, das er 1990 als Diplom-Agraringenieur beendete. Beruflich war er ab 1988 parallel zu seinem Studium Büroleiter in einem Architekturbüro, ab 1993 machte er sich als Projektsteuerer und Bauleiter selbstständig und war in Leipzig und Köln und im Landkreis Nordsachsen tätig. Nach Beendigung seiner Tätigkeit als Bundestagsabgeordneter (2002–2009) arbeitete er wieder als selbstständiger Projektsteuerer und Bauleiter in Leipzig und bewirtschaftet einen landwirtschaftlichen Resthof in Mittelsachsen im Nebenerwerb.
Seit Oktober 2015 arbeitet er im Ministerium für Umwelt, Landwirtschaft, Natur- und Verbraucherschutz in Düsseldorf. Dort leitete er bis September 2017 die Abteilung II (Landwirtschaft, Gartenbau, Ländliche Räume). Nach dem Regierungswechsel in Düsseldorf übernahm er ab Oktober 2017 zunächst kommissarisch die Leitung des Landgestüts NRW in Warendorf. Seit April 2018 leitet er die Projektgruppe Digitalisierung und Nachhaltigkeit in Landwirtschaft und Ernährung - Perspektive 2030 im Düsseldorfer Ministerium mit dem Arbeitsschwerpunkt Digitalisierung.
Peter Hettlich ist verheiratet und hat drei Töchter und zwei Söhne. Er lebt mit seiner Familie in Leipzig.

## Parteipolitik
Seit 1998 ist Hettlich Mitglied bei Bündnis 90/Die Grünen. Von 2000 bis 2008 war er Sprecher des Grünen-Kreisverbandes Torgau-Oschatz (heute im Kreisverband Nordsachsen aufgegangen). Von Januar 2005 bis Februar 2007 gehörte er dem Landesvorstand der Grünen in Sachsen an. Seit Oktober 2012 ist er ehrenamtlicher Sprecher der LAG Ökologie, er ist außerdem aktiv in der LAG Landwirtschaft sowie in den BAGen Ökologie und Landwirtschaft. Aktuell kandidierte Peter Hettlich als Landratskandidat in Nordsachsen für ein Wahlbündnis aus DIE LINKE und Bündnis 90/Die Grünen, der Wahltermin war der 7. Juni 2015.
Von 2002 bis 2009 war er für zwei Legislaturperioden Mitglied des Deutschen Bundestages. Hier war er von 2005 bis 2009 stellvertretender Vorsitzender des Ausschusses für Verkehr, Bau und Stadtentwicklung und ab 2005 Sprecher der Bundestagsfraktion Bündnis 90/Die Grünen für Baupolitik. Außerdem leitete er von 2002 bis 2009 die Fraktionsarbeitsgemeinschaft Aufbau Ost.
Peter Hettlich ist stets über die Landesliste Sachsen in den Bundestag eingezogen. Seine Heimatwahlkreise waren Delitzsch – Torgau – Oschatz – Riesa (2002–2005) bzw. Döbeln – Mittweida – Meißen II (2005–2009).
2009 kandidierte er aus familiären Gründen nicht mehr auf der Landesliste und ist somit nicht mehr in den Bundestag eingezogen. In der Partei Bündnis 90/Die Grünen ist er als einfaches Mitglied im Kreisverband Mittelsachsen ehrenamtlich aktiv.

## Ehrenamt
Peter Hettlich war von Februar 2010 bis Februar 2013 ehrenamtlicher Sprecher des Landesverbands Sachsen, Thüringen, Sachsen-Anhalt der Arbeitsgemeinschaft bäuerliche Landwirtschaft (AbL). Er war von 2013 bis 2015 Mitglied im Regionalvorstand des BUND Leipzig.